# كلك خان (قيلاب)
کلک خان (بالفارسية: کلک‌خان) هي قرية تقع في قسم قيلاب الريفي، بمقاطعة أنديمشك التابعة لمحافظة خوزستان، إيران. يقدر عدد سكانها بـ 30 نسمة حسب الإحصاء السكاني الذي تمّ في عام 2006.